# Basketballgemeinschaft Bonn 92
Die Basketballgemeinschaft Bonn 92 e. V. (abgekürzt BG Bonn 92 oder BG Bonn) ist ein deutscher Basketballverein in Bonn. Seine Trainingshallen und Spielstätten befinden sich überwiegend im Bonner Süden, im Stadtteil Bad Godesberg. Der Verein wurde 1992 gegründet. In der Vergangenheit beinhaltete der Vereinsname den Namen des Sponsors Norman Rentrop, BG Rentrop Bonn.
Im Jahr 2015 besteht die BG Bonn aus ca. 500 aktiven und passiven Mitgliedern, davon ca. 450 Kinder und Jugendliche. Seit 2009 besteht eine Spielgemeinschaft mit der Basketballabteilung des Meckenheimer TuS (MTUS) – die SG BG Bonn-Meckenheimer TuS, die sich anfangs zunächst nur auf den männlichen Bereich erstreckte. Seit der Saison 2014/15 ist auch der weibliche Bereich in die Spielgemeinschaft BG Bonn-Meckenheim einbezogen worden. Mit insgesamt 483 spielberechtigten Mitgliedern belegte die BG Bonn-Meckenheim in der TOP-100-Liste des Deutschen Basketball Bundes (DBB) in der Saison 14/15 Rang 9 (Saison 15/16 Rang 7 mit 541 spielberechtigten Mitgliedern) und gehörte seitdem zu den 10 größten Basketballvereinen in Deutschland (Stand 31. Dezember 2014). In der Saison 2014/15 wurden insgesamt 36 Mannschaften für den Spielbetrieb gemeldet:
- 18 männliche Jugendteams
- 10 weibliche Jugendteams
- 5 männliche Seniorenteams
- 3 weibliche Seniorenteams

Den Schwerpunkt setzt der Verein auf die Förderung von Kindern und Jugendlichen im Breiten- und im Leistungssport.

## Geschichte
Genau wie beim bekannteren Bonner Basketballverein, den Telekom Baskets Bonn, liegen Wurzeln der Bonner Mannschaft in den Basketballabteilungen der beiden Vereine Godesberger TV und dem SC Fortuna Bonn. Der Godesberger TV steigt 1988 in die 2. Basketball-Bundesliga auf, 1990 gelingt der Aufstieg in die Bundesliga. Nach dem Abstieg im folgenden Jahr folgte 1992 die Fusion der Basketballabteilungen der beiden Vereine zur BG Bonn 92. In der Saison 1992/93 startete das erste Herrenteam der BG Bonn 92 in der 2. Basketball-Bundesliga 1992/93. Im Jahr 1993 wechselt der Spielbetrieb der Profi-Mannschaft zum Post-SV Bonn und 1995 zum neu gegründeten Verein der Telekom Baskets Bonn. Während sich die Telekom Baskets Bonn an diesem Zeitpunkt vornehmlich um den Basketballsport im männlichen Bereich kümmern, konzentrierte sich die BG Bonn 92 in erster Linie auf den Leistungsbasketball im weiblichen Bereich. Von 1997 bis 2004 spielte die erste Mannschaft der BG Bonn 92 in der 1. Damen-Basketball-Bundesliga (DBBL). Der größte Erfolg war die Deutsche Vizemeisterschaft im Jahr 2002. Im Jahr 2005 stieg die Mannschaft in die 2. Bundesliga ab. Im Jahr 2010 folgte der Abstieb in die Regionalliga West, danach im Jahr 2011 der Abstieg in die Oberliga. Im Jahr 2015 erreichte die 1. Damenmannschaft das Pokalfinale des Westdeutschen Basketball-Verbands (kurz WBV). Nach einem Trainerwechsel und dem damit verbundenen Umbruch stieg die 1. Damenmannschaft 2016 in die Landesliga ab. Im Lauf der Saison 16/17 wurde die 1. Damenmannschaft aus dem Spielbetrieb zurückgezogen.

## Personen
- Irina Minch (auch als Irina Minkh geschrieben): Russische Nationalspielerin, 2-fache Olympiateilnehmerin, Gewinnerin der Bronzemedaille 1988 in Seoul (für die UdSSR) und der Goldmedaille 1992 in Barcelona für die GUS-Staaten, ehemalige Spielerin der BG Bonn 92
- Mathias Fischer: Ehemaliger Basketballspieler der 2. Basketball-Bundesliga und Assistant Coach bei BG Bonn 92, von 2013 bis 2015 Headcoach bei den Telekom Baskets Bonn
- John Ecker: Ehemaliger Basketballspieler der Basketball-Bundesliga und Trainer der BG Bonn 92